# Linia kolejowa nr 664
Linia kolejowa nr 664 – linia kolejowa łącząca stację Sławków Południowy ze stacją Sławków. Linię otwarto w 1971 r., jej długość wynosi 3,51 km.